# Список официальных резиденций высших должностных лиц России
Список резиденций — мест проживания высших должностных лиц России.
Резиденции высших должностных лиц России являются государственной собственностью.

## Президент Российской Федерации
До 2008 года — во время президентства Владимира Путина — за президентом России были закреплены служебные резиденции:
- «Ново-Огарёво» (Одинцовский район, Московская область)
- «Долгие Бороды — Валдай» (Новгородская область)
- «Бочаров Ручей» (Сочи, Краснодарский край)
- «Русь» (Завидово)
- «Шуйская Чупа» (Республика Карелия, в 20 км от Петрозаводска на берегу Укшозера)
  - Резиденцию посещал Борис Ельцин. Он отдыхал там два раза в год и иногда принимал гостей. Владимир Путин был здесь всего один раз (в 2001 году)[1]. 5 апреля 2011 года на аукционе государственная резиденция «Шуйская Чупа» была продана за 291 млн рублей без НДС. Победителем аукциона стало ЗАО «Севергрупп»[2], основным акционером и гендиректором которой является Алексей Мордашов[3]
- «Константиновский дворец» (Стрельна, Санкт-Петербург)
- «Государственная дача № 1 „Нижняя Ореанда“ Республики Крым» (дача Л. И. Брежнева). Была также известна как пансионат «Глициния»

После того, как в 2008 году Путин покинул пост президента, резиденция «Ново-Огарёво» приобрела статус государственной дачи и утратила статус резиденции президента России. В 2012 году резиденция вновь получила статус резиденции президента России.
Государственная:
- Московский Кремль (Москва)

## Официальные резиденцииПредседателя Правительства Российской Федерации
- «Горки-9» (Одинцовский район, Московская область)
- «Ривьера-6» (Сочи, Краснодарский край)

## Объекты, официально служащие для отдыха высших должностных лиц и приёма гостей

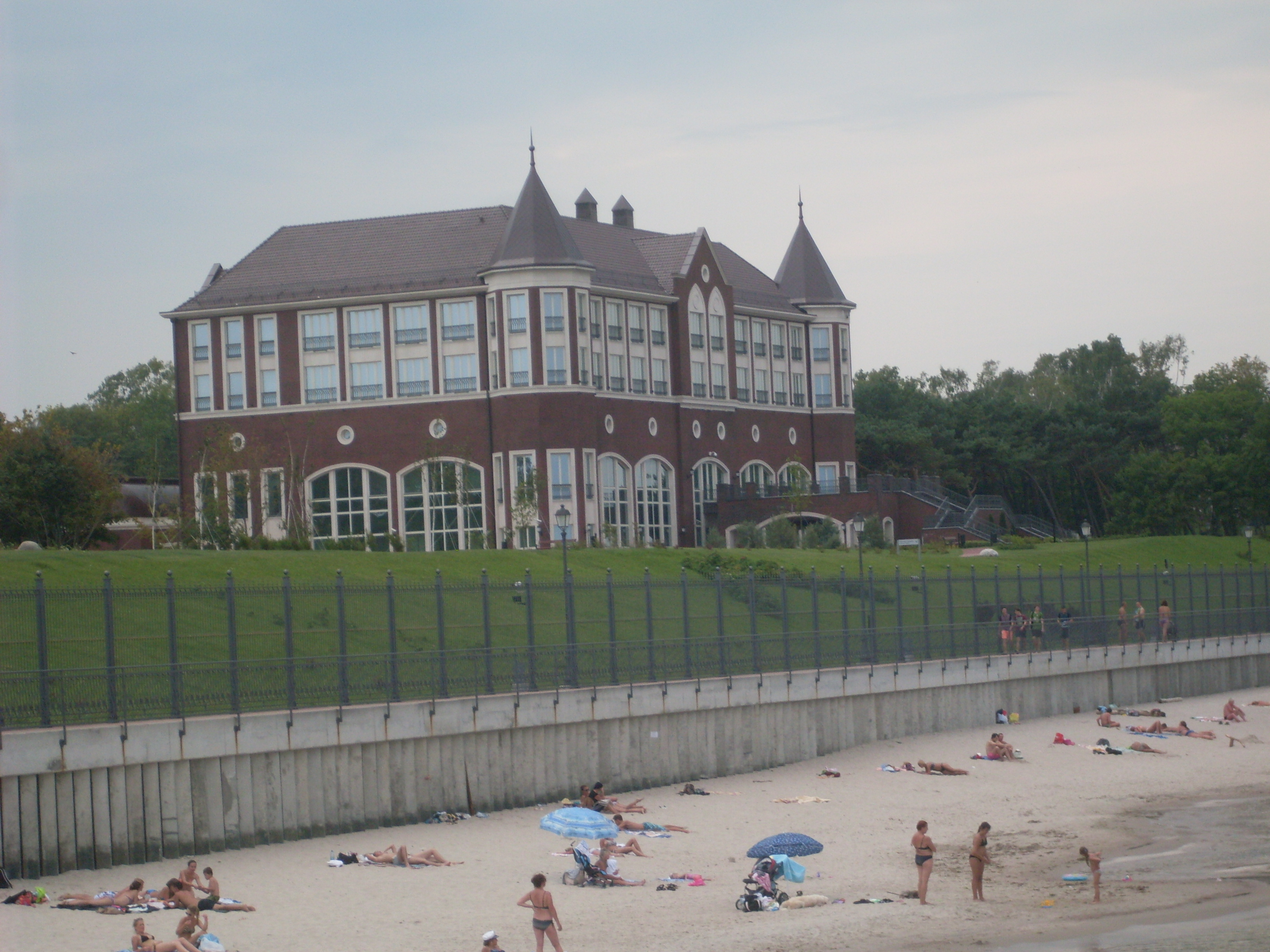
Резиденция в Пионерском

- Константиновский дворец (Стрельна, Санкт-Петербург)
- «Волжский Утёс» (на Куйбышевском водохранилище)
- «Тантал» (в 40 км от Саратова)
- «Ангарские хутора» (Иркутская область)
- «Сосны» (Красноярский край)
- «Майендорф» («Барвиха») (замок на Рублёвском шоссе, Московская область)
- «Русь» (на территории охотхозяйства «Завидово», Тверская область)
- Государственная гостевая резиденция (Санкт-Петербург)
- «Янтарь» (Пионерский, Калининградская область)

## Резиденции на территории Крыма
Государственные дачи и резиденции в Республике Крым
1. Юсуповский дворец[5] (Резиденция № 4) — дворец в Кореизе в неороманском стиле с элементами итальянского ренессанса. Построен ялтинским архитектором Николаем Красновым для князя Феликса Юсупова (Сумарокова-Эльстона), бывшего генерал-губернатора Москвы
2. Президентская дача отдыха в Мухалатке (Крым)[6]
3. Резиденция № 3 (Крым, Массандровский дворец)
4. Резиденция № 6 (Крым, мыс Форос)
5. Резиденция № 8 (Крым, мыс Форос)
6. Резиденция для официальных приёмов в Форосе («дача Горбачева», дача «Заря»)[6][7].

## Бывшие резиденции
1. Государственная дача № 1 «Нижняя Ореанда» Республики Крым (дача Л. И. Брежнева)[8]. Была также известна как пансионат «Глициния» (резиденция президентов Украины) до 2014 г.
2. «Шуйская Чупа» (Республика Карелия, в 20 км от Петрозаводска на берегу Укшозера). Резиденцию посещал Борис Ельцин. Он отдыхал там два раза в год и иногда принимал гостей. В. Путин был здесь всего один раз (в 2001 году)[1]. Управление делами Президента Российской Федерации решило продать объект. 5 апреля 2011 года на аукционе государственная резиденция «Шуйская Чупа» была продана за 291 млн рублей без НДС. Победителем аукциона стало ЗАО «Севергрупп»[2], основным акционером и гендиректором которой является Алексей Мордашов[3].